# Nébing

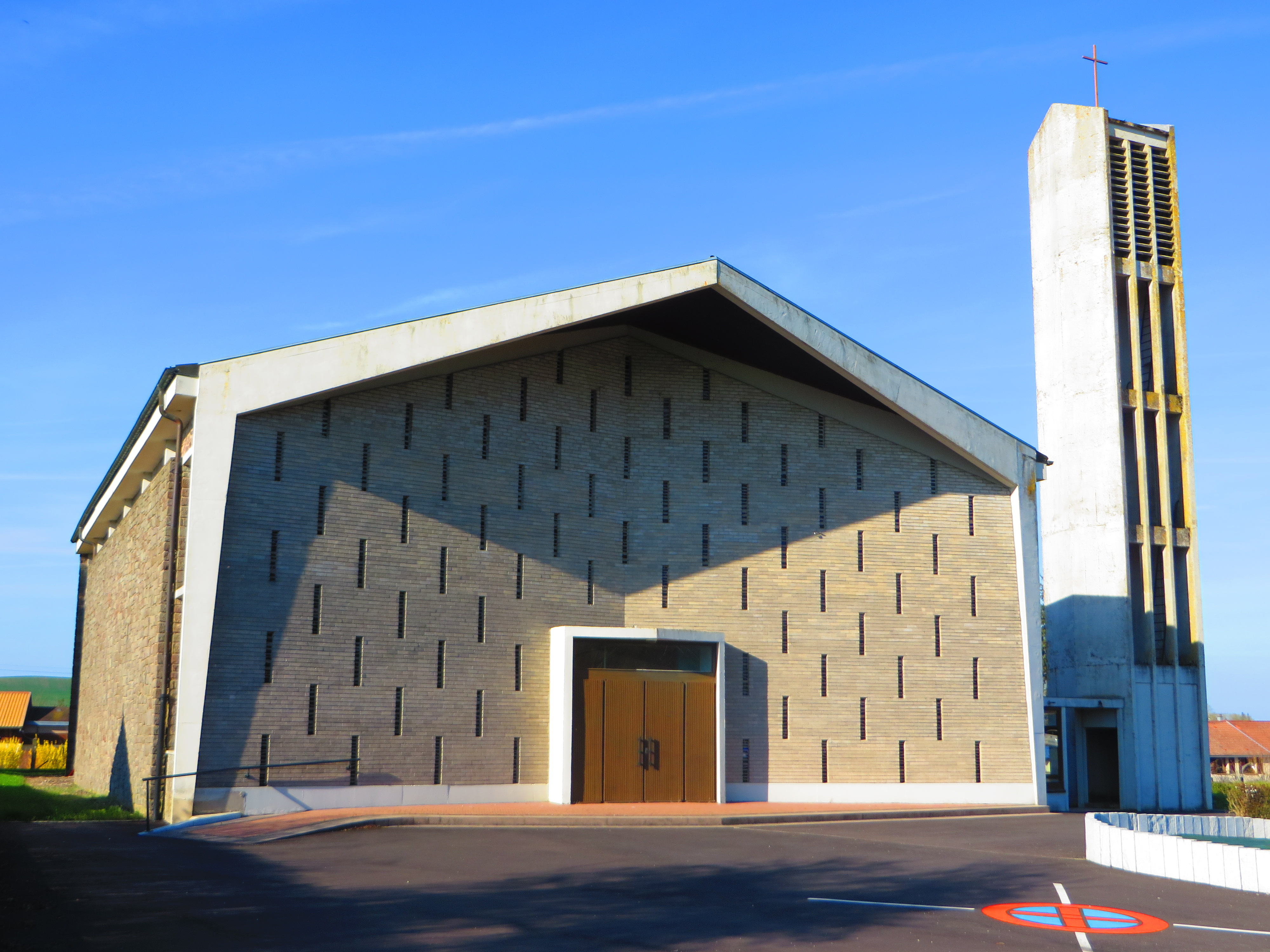
Kirche St. Clemens

Nébing (deutsch bis 1915 Nebing, danach Nebingen) französische Gemeinde mit 332 Einwohnern (Stand 1. Januar 2022) im Département Moselle in der Region Grand Est (bis 2015 Lothringen). Sie gehört zum Arrondissement Sarrebourg-Château-Salins.

## Geographie
Die Gemeinde Nébing liegt in Lothringen im Saulnois (Salzgau),  48 Kilometer südwestlich von Metz, 29 Kilometer nordöstlich von Château-Salins und fünf Kilometer südwestlich von Albestroff (Albesdorf) auf einer Höhe zwischen 227 und 296 m über dem Meeresspiegel. Das 7,36 km² umfassende Gemeindegebiet liegt im Regionalen Naturpark Lothringen. Es liegt an der Bahnstrecke Paris–Strasbourg und hat einen Bahnhof.

## Geschichte
Die Ortschaft gehörte früher zum Herzogtum Lothringen. Die Minoriten von Bassing besaßen hier den Zehnten.
Das Dorf wurde im Dreißigjährigen Krieg völlig zerstört.  Im 18. Jahrhundert war es auch als Nebanges bekannt. Die alte Kirche wurde 1710–1725 wieder hergestellt. Die Seigneurie befand sich am Anfang des 18. Jahrhunderts im Besitz des Bernard du Fort, Kanonikus von Alt-St. Peter zu Straßburg.
Durch den Frankfurter Frieden vom 10. Mai 1871 kam die Region an das deutsche Reichsland Elsaß-Lothringen, und das Dorf wurde dem Kreis Château-Salins im Bezirk Lothringen zugeordnet. Die Dorfbewohner betrieben Getreide-, Gemüse-, Hopfen- und Weinbau.
Nach dem Ersten Weltkrieg musste die Region aufgrund der Bestimmungen des Versailler Vertrags 1919 an Frankreich abgetreten werden. Im Zweiten Weltkrieg war die Region von der deutschen Wehrmacht besetzt.

### Demographie
Um 1871 war die Muttersprache der Bevölkerung zur Hälfte deutsch und französisch.
| Jahr      | 1962 | 1968 | 1975 | 1982 | 1990 | 1999 | 2007 | 2019 |
| Einwohner | 471  | 426  | 417  | 404  | 354  | 369  | 364  | 335  |

## Wappen
Der silberne Balken auf rotem Grund im Gemeindewappen ist die farbliche Umkehrung des Wappens von Marimont in Erinnerung an die ehemaligen Herren von Nébng.